# Sharon Carstairs
Pour les articles homonymes, voir Carstairs.
Sharon Carstairs (née le 26 avril 1942) est une personnalité politique et sénatrice canadienne.

## Origines
Carstairs est née à Halifax (Nouvelle-Écosse) et fait ses études à l'Université Dalhousie, au Smith College, à l'Université de Georgetown et à l'Université de Calgary. Elle déménage dans l'Ouest canadien et est candidate libérale défaite dans Calgary-Elbow lors de l'élection provinciale albertaine de 1975. Elle est présidente du Parti libéral de l'Alberta de 1975 à 1977 (la première femme à occuper cette fonction) et fait partie de l'exécutif national du Parti libéral du Canada durant cette même période.

## Carrière politique
Carstairs devient chef du Parti libéral du Manitoba en 1984, une période ou le parti ne détenait aucun siège à la législature. Elle est défaite en 1984 lors d'une élection partielle dans Fort Garry, mais est élue dans River Heights dans l'élection provinciale de 1986, défaisant le député conservateur sortant Warren Steen. Pour les deux prochaines années, elle est la seule libérale à l'Assemblée législative.
Carstairs mène le Parti libéral à une renaissance dramatique lors de l'élection provinciale de 1988. Le Nouveau Parti démocratique avait perdu une partie importante de sa base électorale et les libéraux de Carstairs parviennent à s'attirer les suffrages de beaucoup d'électeurs de centre-gauche. Le parti remporte 20 des 57 sièges dans leur meilleure performance depuis 1953, et Carstairs devient chef de l'Opposition officielle, la première femme à occuper cette position dans une législature canadienne.
L'élection de 1988 résulta en la formation d'un gouvernement minoritaire progressiste-conservateur sous Gary Filmon et la réduction du Nouveau Parti démocratique du Manitoba du statut de parti gouvernant à celui de tiers parti. Initialement, il semblait que Carstairs avait une occasion solide pour mener les libéraux à la victoire suivant la prochaine élection. Toutefois, l'élection de 1990 accorda aux tories un gouvernement majoritaire, et un NPD renaissant sous Gary Doer regagna le statut d'Opposition officielle. Les libéraux sont réduits à seulement sept sièges, et Carstairs est accusé par plusieurs dans le parti d'avoir gaspillé leur meilleure chance depuis des années de former un gouvernement.
Carstairs demeure à la tête du parti, et en 1992 fait campagne pour le "Non" lors du référendum sur l'accord de Charlottetown, avec l'assistance financière de l'ancien chef du Parti libéral du Manitoba, Israel Asper. Ses efforts sont opposés par d'autres dans le Parti libéral, et elle se dispute fréquemment avec Lloyd Axworthy sur les questions constitutionnelles. Carstairs démissionne du poste de chef du parti en 1993, et le parti continue son déclin depuis son départ.
Toujours en 1993, Carstairs publie une autobiographie intitulé Not One Of The Boys. Le 15 septembre 1994, le premier ministre Jean Chrétien nomme Carstairs au Sénat du Canada. Carstairs avait appuyé la candidature de Chrétien à l'investiture du parti en 1990.
Elle occupe le poste de Leader du gouvernement au Sénat de janvier 2001 à décembre 2003, et sert également à titre de Ministre chargée de responsabilités spéciales à l’égard des soins palliatifs durant cette période.